# Enbo galdebær
Enbo Galdebær (Bryonia alba) er en plante, der tilhører Græskar-familien (Cucurbitaceae) og slægten Galdebær (Bryonia).
| Botanik | Spire Denne botanikartikel er en spire som bør udbygges. Du er velkommen til at hjælpe Wikipedia ved at udvide den. |